# Прима (інтервал)
При́ма (лат. prima — перша).
Прима — перша нота або тоніка кожної гами, а також однозвуччя — унісон, тобто збіг двох звуків однакової висоти. Така прима називається чистою.
Збільшена прима утворюється при підвищенні або зниженні одного з однакових звуків, наприклад: до—до — чиста прима, до—до-дієз або до—до-бемоль — збільшена прима або хроматичний півтон.

## Інші значення в музиці
- Прима позначає також першу скрипку в струнній групі, перший голос у хорі.
- A prima vista або Р. v. позначає виконання п'єси без готування, з аркуша (а premiere vue).
- Prima volta — напис над повторюваною фразою при першому її виконанні.
- Назва різновиду окремих інструментів (напр. домра-прима).